# أزمة منتصف العمر

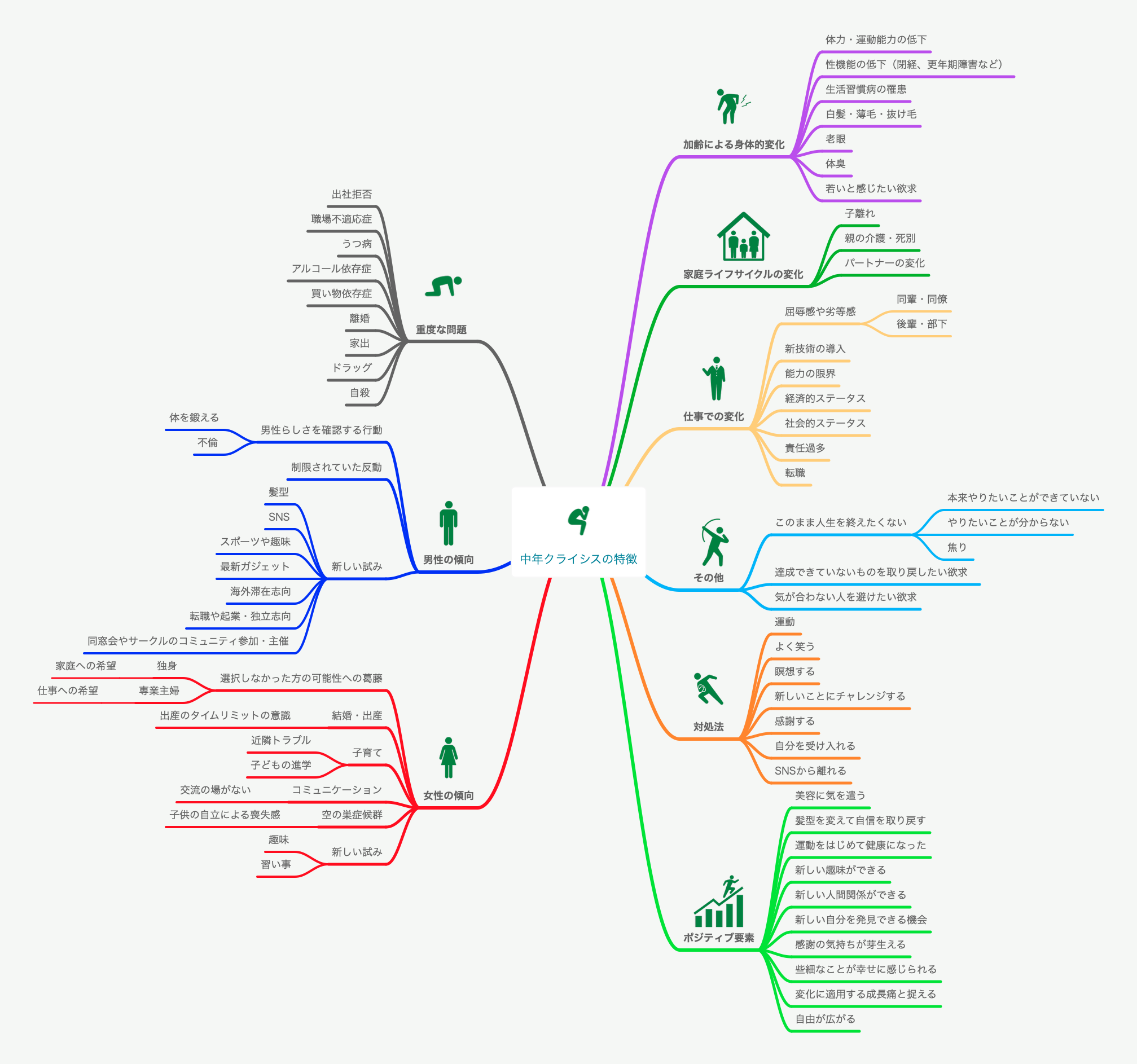

المرحلة الحساسة أو أزمة منتصف العمر هي المرحلة الانتقالية التي تبدأ من سن الأربعين إلى خمس وستون سنة بالنسبة للرجال والنساء، بحيث يختلف منظور الشخص للأشياء والوقائع في حياة الشخص ويختلف تعامله معها، وكأنه يقوم بتكوين شخصيته من جديد.

## علامات الوصول لهذه المرحلة
من علامات بلوغ هذه المرحلة هي الاكتئاب الشديد واتخاذ الانطوائية ملاذاً لعله يستطيع فهم ذاته والسيطرة عليها. ثم الانتقاد المستمر لكل شيء واختلاق المشاكل. هذا بالإضافة إلى توتر مستمر في جميع علاقاته الشخصية فيشعر الرجل في هذه المرحلة أنه كان يعيش في واقع وهمي وأنه لم يكن صاحب قرار في حياته. ثم يبدأ بلوم نفسه على أغلب القرارات في حياته وأنه كان مخطئا في حق ذاته. فيتخذ فورا قرار بترك جميع المسؤوليات وإسنادها لغيره، لعله بهذه الطريقة يتدارك ما بقي له في الحياة، وأنه بهذا سيعيد شبابه من جديد.

## المصابون
يعرف حوالي 10% من الرجال هذه الأزمة، حيث يمكن أن تصيب الشخص وهو في عمر 35 سنة كحد أدنى، و50 سنة كحد أقصى (أثبتت دراسة أٌجريت سنة 1990 على أن متوسط عمر الرجل عند إصابته بهذه الأزمة هو 46 سنة)، حيث أن مدة هذه الأزمة تستغرق ما بين 3 و10 سنوات بالنسبة للرجال وما بين سنتان و5 سنوات عند النساء، وقد أكدت دراسة تحليلة أجريت بخصوص هذه الأزمة أن الشخص يُفكر في عشرات المواضيع عند وصوله هذه المرحلة، بل يحس بتأنيب الضمير لاختياراته التي يعتقد أنها كانت فاشلة أو بالأصح خاطئة.
أزمة الأربعين هذه يمكن أن تتعلق بمواضيع محددة فقط، وقد تتعلق أيضا بمواضيع أخرى، لكن على الأرجح يصب تفكير الرجل (أو المرأة) في المواضيع التالية:
- العمل أو المسيرة المهنية
- علاقات شخصية أو اجتماعية
- عدد الأطفال وطريقة تربيتهم أو شيء من هذا القبيل

تٌصيب أزمة الأربعين النساء والرجال معا، لكن بشدة متفاوتة ومختلفة، وحسب بعض الباحثين فإن هذه الأزمة تصيب الرجل في حدث شخصي قد عاشه من قبل، على عكس المرأة التي قد تفكر في حدث سبق وأن عاينته أو موضوع مختلف تماما عن حياتها.